# بيت المسوري (بني حشيش)

تعديل مصدري - تعديل

بيت المسوري هي إحدى قرى عزلة الأبناء بمديرية بني حشيش التابعة لمحافظة صنعاء، بلغ تعداد سكانها 132 نسمة حسب تعداد اليمن لعام 2004.